# Viktimologie
Die Viktimologie (lateinisch victima ‚Opfer‘), auch Opferforschung genannt, ist eine Teildisziplin der Kriminologie, die sich mit den Opfern von Straftaten befasst. Gegenstand der Forschung sind Opferpersönlichkeitsstrukturen, der Prozess, in dem jemand zum Opfer einer Straftat wird (Viktimisierung), Beziehungsstrukturen zwischen Opfer und Täter, die Folgen für die Opfer einer Straftat, die Interaktion zwischen Opfer und sozialen Institutionen (z. B. Justiz, Medien) und seiner sozialen Umwelt, sowie die Stellung des Opfers im Strafverfahren und die kriminalitätsbezogenen Unsicherheitsgefühle.
In Ländern, die seit Jahrzehnten regelmäßig vergleichbare Viktimisierungsstudien durchführen, ist der aus Kriminalstatistiken bekannte Kriminalitätsrückgang sichtbar. Parallel wurde eine zunehmende Anzeigebereitschaft festgestellt.

## Zielsetzung
Aufgabe und Ziel der Viktimologie ist es, alle individuellen, sozialen und gesellschaftsstrukturellen Prozesse des kriminellen Geschehens aus der Perspektive des Opfers zu ermitteln und aus diesen Erkenntnissen auch vorbeugende Strategien zu erstellen.

## Geschichte
Erste Ansätze einer systematischen Betrachtung des Opfers kamen von dem deutschen in die USA emigrierten Kriminologen Hans von Hentig (z. B. 1947 sein wichtigstes Werk „The Criminal and His Victim“). Hentig stellte die jeweiligen Opfergruppen in den Vordergrund. Benjamin Mendelsohn (1947) betrachtete rechtliche Gesichtspunkte. Henri Ellenberg machte auf soziale Isolation als Risikofaktor für die Opferwerdung aufmerksam.
In den 1960er Jahren entwickelte sich, vor allem in den USA, die Opferbefragung zu einem regelmäßig und vielerorts eingesetzten Erhebungsinstrument. Dies führte zu einer Verlagerung des Forschungsinteresses vom Täter auf das Opfer.
1979 wurde in Münster die World Society of Victimology ins Leben gerufen; erster Präsident wurde der Münsteraner Kriminologe Hans Joachim Schneider.

## Opfertypologien
Grundgedanke ist die Vermutung, dass manche Menschen eher Opfer von Straftaten werden als andere. Entsprechende Erkenntnisse sollen präventiv genutzt werden, Wege der Gefahrvermeidung aufgezeigt werden.
Hentig versuchte die Opferneigungen zu erfassen, indem er zwischen „familiären“ (Kindesmisshandlung, Elternmord), „räumlich-zeitlichen“ (Wochenenden sind opferträchtiger als Wochentage) und „Altersgesichtspunkten“ unterschied. Unter anderem erkannte Hentig, dass die berufliche Stellung für die Typologie von Wichtigkeit ist, so sind z. B. Taxifahrer und Prostituierte eher disponiert. Des Weiteren postuliert Hentig eine Opferwerdung aufgrund von „Gewinn-Lebensgier“, „eigenen aggressiven Verhaltens“, „rassischer, völkischer oder religiöser Minderheitensituation“, „reduziertem Widerstandes“ und „biologischer Konstitutionen“.
Mendelsohn hingegen stellt das Verhalten des Opfers in den Vordergrund, die Opfergruppierung erfolge unter schuldorientierten und rechtlichen Ansätzen. Er differenziert zwischen drei Opfergruppen: „Unschuldige oder ideale Opfer“, „zum Delikt beitragende Opfer“ – hierbei unterscheidet er zwischen provozierendem, willigem oder unvorsichtigem Opfer oder auch dem Opfer aus Unwissenheit. Unter die dritte Gruppe („Opfer, das selbst ein Delikt verübt“) lassen sich jene Opfer subsumieren, welche das Delikt selbst begehen, als Beispiel ist dabei die vorgetäuschte Notwehr zu nennen.
Ezzat Abdel Fattah bezieht sich in seiner Opfertypologie auf die Interaktion zwischen Opfer und Täter und teilt die Opfer nach ihren jeweiligen Beteiligungssituationen ein. Demnach unterscheidet er zwischen:
- Teilnehmendes Opfer, wirkt bei der Tat selber mit, z. B. der betrogene Betrüger
- Nichtteilnehmendes Opfer, unschuldiges Opfer
- Latentes oder prädisponiertes Opfer, z. B. durch Leichtgläubigkeit, Naivität, Aberglauben, Isolation, Schwäche
- Provozierendes Opfer, „aktiv provozierend“, z. B. Tötung auf Verlangen; „passiv provozierend“ z. B. durch Sorglosigkeit oder Aggressivität
- Falsches Opfer, durch eigenes Verhalten: z. B. Vortäuschen einer Opferrolle (Versicherungsbetrug)

Neuere viktimologische Konzepte versuchen auch, einen eventuellen Opferbeitrag zur Tat zu erarbeiten.
Zu den besonders disponierten Opfergruppen gehören: alte Menschen, wegen ihres psychischen und physischen Zustandes sind sie oftmals nicht in der Lage, sich zur Wehr zu setzen, auch leben diese Menschen häufig in einer isolierten Umgebung. Minderjährige werden aufgrund ihrer Naivität und Hilflosigkeit häufig zur Zielgruppe von Tätern. Durch ihre körperliche Unterlegenheit zählen auch Frauen zu den potenziellen Opfern. Wegen unzureichender Sprachkenntnisse und Unerfahrenheit mit den hiesigen Lebensumständen gehören auch Ausländer und Minderheiten zu den disponierten Opfergruppen.
Die Amerikaner Thorsten Sellin und Marvin E. Wolfgang brachten zum Ausdruck, dass nicht nur natürliche Personen (primäre Opfer), sondern auch juristische Personen (sekundäre Opfer) und der Staat, sowie die Regierung und die Gesellschaft (tertiäre Opfer) Ziele von Straftaten werden können.

## Das Karrieremodell der Viktimisierung

### Primäre Viktimisierung
Darunter versteht man die Opferwerdung direkt durch eine strafbare Handlung. Sie kann von materieller Art (Sachschaden, Eigentumsschäden), physischer Art (körperliche Schädigung) oder psychischer Art (Ängste, Depressionen, Schuldgefühle) sein.
Die Schädigung bezieht sich nicht nur auf das Opfer, sondern auch auf das soziale Umfeld.

### Sekundäre Viktimisierung
Reaktionen des sozialen Umfelds – Polizei, Anwälte, Ärzte, Medienberichterstattung, Angehörige und Freunde – können den Prozess des Opferwerdens intensivieren. Diese Phase wird als sekundäre Viktimisierung bezeichnet. Oftmals wird das Wiedergeben des Tathergangs als psychische Belastung und als äußerst entwürdigend empfunden. Scheu und/oder Misstrauen verhindern oftmals eine Reintegration in die eigene Umwelt. Intensivierend wirken Teilnahmslosigkeit, ablehnende Äußerungen und moralische Vorwürfe der sozialen Umgebung des Opfers. Auch die wiederholte Begegnung mit dem Täter kann zur sekundären Viktimisierung führen.

### Tertiäre Viktimisierung
Die Selbstdefinition als Opfer wird zum Bestandteil der Persönlichkeit. Die tertiäre Viktimisierung ist das Produkt der ersten beiden Viktimisierungsprozesse. Dies führt nicht selten zur „Erlernten Hilflosigkeit“. Allerdings kann die tertiäre Viktimisierung auch positive Auswirkungen haben: (Sekundärer Krankheitsgewinn, Mitleid als Gewinn).
Die Viktimisierung kann dazu führen, dass beim Opfer die Überzeugung entsteht, dass trotz gezielten und überlegten Handelns die Opfersituation nicht verhindert werden kann, bei drohender Gefahr reagieren diese Menschen eher passiv.

## Opferentschädigung und Opferhilfe
1963 wurde in Neuseeland das erste Gesetz zur Opferentschädigung erlassen. 1976 wurde eine entsprechende Gesetzgebung auch in Deutschland implementiert. Im selben Jahr wurde der Verein Weißer Ring zur Unterstützung von Opfern gegründet. Das Opferentschädigungsgesetz trat 1985 in Kraft.
1983 wurde die Europäische Konvention über die Entschädigung für Opfer von Gewalttaten durch den Ministerrat des Europarates in Straßburg anerkannt. In der Schweiz besteht das Opferhilfegesetz seit 1993, sowie die Opferhilfe.

## Viktimisierungsstudien
Während Kriminalstatistiken die Arbeit der Strafverfolgungsbehörden dokumentieren, wird bei Viktimisierungsstudien ein anderer Weg beschritten. Es werden Opfererfahrungen in repräsentativen Bevölkerungsumfragen ermittelt. Ein wesentlicher Vorteil dieses Vorgehens ist, dass auch ein Großteil des Dunkelfelds ermittelt werden kann. Ein Nachteil ist, dass für seltene Delikte in der Praxis die Anzahl der Befragten zu klein ist, um verwertbare Aussagen zu erlangen. Auch setzt eine Befragung voraus, dass Personen, die Opfer waren, bereit sind, dies dem fremden Interviewer zu sagen, was beispielsweise bei schambesetzten Delikten oft nicht der Fall ist. Werden Straftaten weder angezeigt noch in Viktimisierungsstudien genannt, liegen sie im doppelten Dunkelfeld.
In mehreren Ländern beziehungsweise Regionen wie den USA, Skandinavien und England und Wales werden seit Jahrzehnten regelmäßig vergleichbare Opferbefragungen durchgeführt. Auch wenn Viktimisierungsstudien spezifische Schwächen haben, werden viele diese Schwächen in jeder Einzeluntersuchung dieselben sein und mehrjährige Trends dadurch in ihrer Aussagekraft nicht beeinträchtigt. Langjährige Viktimisierungsstudien zeigen – wie Kriminalstatistiken – in der westlichen Welt einen Anstieg bis Anfang der 1990er und seither einen Kriminalitätsrückgang vor allem bei Wohnungseinbruch, Diebstahl und Gewaltkriminalität.

### Steigende Anzeigebereitschaft
Untersuchungen in den USA zeigten, dass die Anzeigeraten für Vergewaltigung und häusliche Gewalt in den 1970er zu steigen anfingen und sich seit Mitte der 1980er Jahre substantiell erhöhten. Eine Auswirkung davon war, dass der scheinbare Anstieg von Gewaltkriminalität in den 1970er und 1980er Jahren überschätzt und der neuliche Rückgang substantiell unterschätzt wurde.
Analysen ergaben, dass wenn das geänderte Anzeigeverhalten mit einbezogen wird, nichttödliche Gewaltkriminalität zwischen 1991 und 2005 in den USA um 51 % sank, während die Polizeidaten nur einen 27-prozentigen Rückgang zeigen. Ähnliche Muster einer erhöhten Anzeigebereitschaft wurden auch in England und Wales, sowie Skandinavien dokumentiert, weitere Länder, in denen es seit langem jährliche Viktimisierungsstudien gibt.
Zumindest in westlichen Gesellschaften wurde die Bevölkerung viel weniger tolerant gegenüber Gewalt in Beziehungen, Gewalt gegen Frauen und Sexualdelikten generell. Bei manchen Arten von Vorfällen wurden die Wahrscheinlichkeit, dass sie offiziell als Vergehen registriert wurden größer, weil einerseits die Polizei Kritik an sich wegen Gefühllosigkeit vorbeugen wollte und andererseits die Polizei selbst Teil der Gesellschaft ist und unvermeidlich ebenfalls von der veränderten Kultur betroffen ist.
Der kulturelle Toleranzlevel änderte sich zumindest seit den 1960er Jahren. Verhalten, das heute der Polizei gemeldet wird, wurde früher oft als unfreundlich, nicht wünschenswert oder als sozial inakzeptabel betrachtet, aber nicht als Kriminell.

### Viktimisierungsstudien in verschiedenen Ländern

#### England und Wales

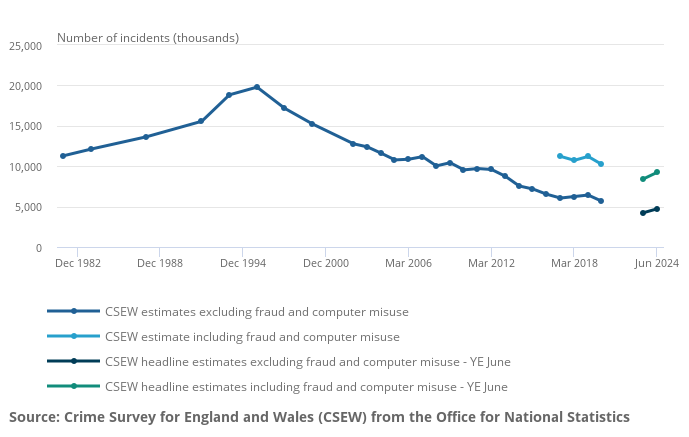
Kriminalitätsopfer in England und Wales von 1981 bis 2024. Angaben in 1000 Fälle.

In der Crime Survey for England and Wales führt das nationale Statistikbüro seit 1982 in regelmäßigen Abständen Viktimisierungsstudien durch. Zufällig ausgewählte Personen werden dabei befragt, ob und gegebenenfalls in welcher Form sie im vergangenen Jahr Kriminalitätsopfer geworden sind.
Bei der Analyse langjähriger Trends kann sich der sich verändernde, gesellschaftliche Toleranzlevel verfälschend auswirken. Vor allem Fälle von Körperverletzung und sexuelle Übergriffe werden heute eher als kriminell eingestuft als noch vor Jahrzehnten.
Der zeitliche Verlauf zeigt einen gleichmäßigen Anstieg bis zum Höhepunkt 1995. Danach fielen die Zahlen annähernd kontinuierlich. Unter Ausschluss von Kreditkartenbetrug und Computerbetrug gingen die Opferzahlen von 1995 bis 2019 insgesamt um 68 % zurück. Der Rückgang bei Gewaltkriminalität lag bei 70 %, der bei Raub bei 48 % und der bei Diebstahl bei 68 %.

#### Deutschland
Im Jahr 2001 wurde der Erste Periodische Sicherheitsbericht veröffentlicht und 2006 der Zweite. In diesen Berichten wurden Ergebnisse verschiedener Kriminalstatistiken und Viktimisierungsstudien zusammengefasst. Diese Studien sind wegen ihrer Systematik jedoch nur bedingt miteinander vergleichbar. Obwohl es ein großes Dunkelfeld gibt, konnte eine steigende Anzeigebereitschaft vor allem bei Gewalt gegen Frauen festgestellt werden.
In den Jahren 2012 und 2017 wurde ein Deutscher Viktimisierungssurvey (DVS) durchgeführt. Diese Untersuchungen wurden bundesweit und für die gesamte Wohnbevölkerung ab 16 Jahren repräsentativ erhoben.
In den beiden DVS wurden jeweils über 30.000 Personen über einen Zeitraum von sechs Monaten in Form von computergestützten Telefoninterviews befragt. Die Gespräche dauerten durchschnittlich ca. 20 Minuten. Es wurden auch gezielt Personen mit türkischem und russischem Migrationshintergrund befragt, da diese beiden Gruppen die größten Migrantengruppen darstellen, um auch deren unterschiedliche Opfererfahrungen zu erfassen.
In den DVS Erhebungen wurde nach Opfererfahrungen folgender Straftaten gefragt: Verschiedene Arten von Diebstahl, Betrug, Missbrauch von Zahlungskarten, Computerkriminalität, Raub und Körperverletzung. Aus mehreren Gründen lassen sich die Ergebnisse nicht unmittelbar mit denen der Polizeilichen Kriminalstatistik vergleichen.
Die einzige statistisch signifikante Änderung zwischen den beiden Erhebungswellen war eine Zunahme von Raub von 0,7 % auf 1 %. Nach Opfererfahrungen für Computerbetrug wurde 2012 noch nicht gefragt.
Männer wurden häufiger Opfer als Frauen. Personen mit Migrationshintergrund wurden wesentlich häufiger Opfer von Waren- und Dienstleistungsbetrug, Schadsoftware, sowie Körperverletzung.
2017 wurden auch vorurteilsgeleitete Körperverletzungen erfasst. 1,5 % der in Deutschland lebenden Menschen über 16 Jahre wurden im Erfassungszeitraum davon Opfer. Gründe waren im Wesentlichen mit 0,6 % der soziale Status, mit 0,5 % die Herkunft und mit 0,4 % die geschlechtliche Identität des Opfers.
Bei personenbezogenen Opfererlebnissen liegt die Anzeigequote unter 50 %, bei haushaltsbezogenen zwischen 50 und 100 %. Die niedrigsten Anzeigequote der Befragungen lagen mit 10 % bei Betrug, die höchsten mit annähernd 100 % bei Kraftfahrzeugdiebstahl. Bei haushaltsbezogenen Opfererlebnissen wurden gefragt, ob „Ihnen oder einer anderen Person in Ihrem Haushalt“ die entsprechende Viktimisierung widerfahren sei.
In der deutschen Strafrechtswissenschaft wird erörtert, ob durch den verstärkten Blick auf das Opfer und durch den Ausbau der Opferrechte, z. B. durch Beteiligung als Nebenkläger, der Strafprozess in eine Schieflage zu Lasten des Tatverdächtigen geraten ist.

## Spezielle rechtsgeschichtliche Aspekte
- Deutsche Geschichte:
  - Opfer der NS-Militärjustiz
  - Opfer des Faschismus
  - Stasiopfer
  - Todesopfer an der Berliner Mauer

## Rezeption
Die Fernsehserie Der Kriminalist (2006–2020) stellte mit dem von Christian Berkel gespielten Kriminalhauptkommissar Bruno Schumann einen Viktimologen in den Mittelpunkt.

### Bücher
- Ezzat A. Fattah und Vincent F. Sacco: Crime and victimization of the elderly. Springer, New York 1989, ISBN 0-387-96973-X.
- Michael Gottfredson: Victims of crime. The dimensions of risk. Stationery Office Books, London 1984, ISBN 0-11-340775-0.
- Thomas Hillenkamp: Der Einfluß des Opferverhaltens auf die dogmatische Beurteilung der Tat. Gieseking, Bielefeld 1983.
- Reimer Hinrichs: Chronische Verbrechensopfer. Thieme, Stuttgart 1987, ISBN 3-13-711901-4.
- Walter Kiefl: Soziologie des Opfers. Fink, München 1986.
- Gerd Ferdinand Kirchhoff (Hrsg.): Das Verbrechensopfer. Ein Reader zur Viktimologie. Studienverlag Brockmeyer, Bochum 1979, ISBN 3-88339-071-2.
- Wolfgang Mitsch: Rechtfertigung und Opferverhalten. Kovac, Hamburg 2004, ISBN 3-8300-1153-9.
- Lena Stadler: Viktimologie des Stalking. Shaker, Aachen 2006, ISBN 978-3-8322-4973-1.
- Hans-Jürgen Kerner (Hrsg.) und Thomas Feltes: Kriminologie Lexikon. 4. Aufl., Kriminalistik Verlag, Heidelberg 1991, ISBN 3-7832-0989-7.
- H.-J. Kerner: Verbrechensfurcht und Viktimisierung. In: W. Haesler (Hrsg.): Viktimologie. Rüegger, Grüsch (Schweiz) 1986.
- Hans Joachim Schneider: Viktimologie. Mohr, Tübingen 1975, ISBN 3-16-636511-7.
- Wolfgang Gappmayer: Opferbegriff und juristische Prozessbegleitung in der StPO. Verlag MANZ, Wien 2013, ISBN 978-3-214-03101-5.
- Wolfgang Gappmayer (Hrsg.): Handbuch Opferrechte; Das 1x1 des Opferschutzes. Verlag MANZ, Wien 2020, ISBN 978-3-214-14969-7.

### Zeitschriften
- Viktimologie und Opferrechte (VOR). Schriftenreihe der Weisser Ring Forschungsgesellschaft. Studienverlag, Innsbruck-Wien-Bozen 2004.

### Artikel
- Wolfgang Gappmayer: Fürsorgepflicht für die Opfer, Salzburger Nachrichten, 17. März 2014 (http://search.salzburg.com/display/sn1822_18.03.2014_41-51714685)
- Wolfgang Gappmayer: Beteiligung von Opfern am Strafverfahren, law@graz 3.2009, 10–11
- Joachim Herrmann: Die Entwicklung des Opferschutzes im deutschen Strafrecht und Strafprozessrecht. In: Zeitschrift für Internationale Strafrechtsdogmatik (ZIS) 3/2010, 430 (PDF; 144 kB)
- Rainer Strzolka: Viktimologie. Eine Literaturübersicht. In: Bibliothek und Wissenschaft 15, 1981, S. 96–178.